# Ossineke (Michigan)
Ossineke – jednostka osadnicza w Stanach Zjednoczonych, w stanie Michigan, w hrabstwie Alpena.